# Martin Wuttke
Martin Wuttke (Gelsenkirchen, 8 febbraio 1962) è un attore tedesco.

## Biografia
Ha studiato recitazione a Bochum, prima al Figurenthetherkolleg poi alla Westfälischen Schauspielschule (oggi Schauspielschule Bochum). Ha poi recitato in diversi teatri berlinesi, ma anche a Stoccarda, Amburgo, Francoforte sul Meno. Dal 1999 la sua attività teatrale ha come base principale la Volksbühne di Berlino.
All'attività teatrale si affiancano quella cinematografica (tra i vari ruoli si segnalano quelli in Il silenzio dopo lo sparo di Volker Schlöndorff e in Bastardi senza gloria di Quentin Tarantino) e quella televisiva (è stato tra i protagonisti della serie poliziesca Tatort, ha recitato in molti film per la TV, ed in riduzioni televisive di opere teatrali, tra cui La resistibile ascesa di Arturo Ui di Bertolt Brecht, in cui impersonava Arturo Ui).

## Filmografia

### Cinema
- Buster's Bedroom, regia di Rebecca Horn (1991)
- Die 120 Tage von Bottrop, regia di Christoph Schlingensief (1997)
- Il silenzio dopo lo sparo (Die Stille nach dem Schuss), regia di Volker Schlöndorff (2000)
- Hanna Flanders (Die Unberührbare), regia di Oskar Roehler (2000)
- Hamlet X, regia di Herbert Fritsch (2003)
- Rosenstrasse, regia di Margarethe von Trotta (2003)
- Call Me Agostino, regia di Christine Laurent (2006)
- Weisse Lilien, regia di Christian Frosch (2007)
- Delta, regia di Kornél Mundruczó (2008)
- Bastardi senza gloria (Inglourious Basterds), regia di Quentin Tarantino (2009)
- Hanna, regia di Joe Wright (2011)
- Cloud Atlas, regia di Tom Tykwer, Lana e Andy Wachowski (2012)
- La spia - A Most Wanted Man (A Most Wanted Man), regia di Anton Corbijn (2014)
- Fieber, regia di Elfi Mikesch (2014)
- Colonia, regia di Florian Gallenberger (2015)
- La vita nascosta - Hidden Life (A Hidden Life), regia di Terrence Malick (2019)
- Stay Still, regia di Elisa Mishto (2019)

### Televisione
- Ottilie von Faber-Castell - Una donna coraggiosa (Ottilie von Faber-Castell), regia di Claudia Garde – film TV (2019)
- Babylon Berlin – serie TV, 14 episodi (2020-2022)
- Il cane che dorme (Schlafende Hunde) - serie TV (2023-)

## Doppiatori italiani
Nelle versioni in italiano delle opere in cui ha recitato, Martin Wuttke è stato doppiato da:
- Massimo Lodolo in Hanna
- Alessandro Ballico in La Spia - A Most Wanted Man
- Pierluigi Astore in Colonia
- Dario Oppido ne Il cane che dorme